# خیونان
خیونی ها, چیونی ها, یا چیونیتا (به فارسی میانه: خیون یا هیون; اوستایی: X́iiaona-; سغدی xwn; پهلوی خیون)، مردم کوچ‌نشینی در مناطق آسیای مرکزی فرارود و باکتریا بودند.
به نظر می‌رسد خیونی‌ها مترادف با مردم هونا در مناطق آسیای جنوبی هند کلاسیک/قرون وسطایی هستند، و احتمالاً همچنین هون‌های اواخر دوران باستان اروپا، که به نوبه خود از نظر اسمی به شیونگنو در تاریخ چین مرتبط بودند.
آنها برای اولین‌بار توسط مورخ رومی، آمیانوس مارسلینوس توصیف شدند، که در طول سال های 356-357 پس از میلاد در باکتریا بود. او چیونیتا را به عنوان زندگی با کوشان‌ها توصیف کرد. آمیانوس نشان می‌دهد که خیونی‌ها قبلاً در فرارود زندگی می‌کردند و پس از ورود به باکتریا، دست نشانده‌های کوشان‌ها شدند، از نظر فرهنگی تحت تأثیر آن‌ها قرار گرفتند و زبان باختری را پذیرفته بودند؛ آن‌ها به امپراتوری ساسانی حمله کرده بودند، اما بعداً (به رهبری رئیس به نام گرومباتس)، به عنوان مزدور در ارتش ساسانی پارسی خدمت کردند.
به نظر می‌رسد در داخل خیونی‌ها، دو زیرگروه اصلی وجود داشته است که در زبان‌های ایرانی با نام‌هایی مانند کرمیر خیون و سپت خیون شناخته می‌شدند. پیشوندهای کرمیر ("سرخ") و سپتا ("سفید") احتمالاً به سنت‌های آسیای مرکزی اشاره دارند که در آن رنگ‌های خاص نماد نقاط اصلی بودند. کرمیر خیون در منابع اروپایی به عنوان کرمیکیون یا "هون‌های سرخ" شناخته می‌شدند، و برخی از محققان آنها را با کیداریان و/یا آلچون شناسایی کرده‌اند. به نظر می‌رسد سپت خیون یا "هون‌های سفید" در آسیای جنوبی با نام هم خانواده سوتا-هونا شناخته می‌شدند و اغلب، به طور بحث برانگیزی، با هپتالیان شناسایی می‌شوند.

## منشاء و فرهنگ

سوارکار هون آلچون در به اصطلاح "کاسه هپتالی" در موزه بریتانیا، 460-479 پس از میلاد.

فرهنگ اصلی خیونی ها و سرزمین مادری جغرافیایی آنها نامشخص است. به نظر می رسد که آنها در ابتدا از باورهای مذهبی جان گرایانه پیروی می کردند، که بعداً با انواع بودیسم  و شیواپرستی درآمیخت. تعیین ترکیب قومی آنها دشوار است.
تفاوت های بین خیونی ها، هون هایی که در قرن 4 به اروپا حمله کردند و ترک ها توسط کارلایل آیلمر ماکارتنی (1944) مورد تاکید قرار گرفت، که پیشنهاد کرد نام "چیون"، که در اصل نام یک مردم نامرتبط بود، "بعداً به دلیل شباهت صدا به هون ها منتقل شد". چیون که در قرن 4 در استپ های مرز شمال شرقی ایران ظاهر شد، احتمالاً شاخه ای از هون ها بود که اندکی بعد در اروپا ظاهر شدند. به نظر می رسد هون ها به آلان ها که در حدود سال 360 پس از میلاد بین اورال و ولگا زندگی می کردند، حمله کرده و آنها را فتح کرده اند، و اولین اشاره به چیون در سال 356 پس از میلاد بوده است.
به گفته ریچارد نلسون فرای (1991)، حداقل برخی از قبایل ترک در شکل گیری خیونی ها نقش داشتند، علیرغم شخصیت بعدی آنها به عنوان یک مردم ایرانی شرقی: "همانطور که امپراتوری های کوچ نشین بعدی کنفدراسیون هایی از بسیاری از مردم بودند، ما می توانیم به طور آزمایشی پیشنهاد کنیم که گروه های حاکم این مهاجمان، یا حداقل شامل، قبایل ترک زبان از شرق و شمال بودند، اگرچه به احتمال زیاد بیشتر مردم در کنفدراسیون چیونی ها... به یک زبان ایرانی صحبت می کردند.... این آخرین بار در تاریخ آسیای مرکزی بود که کوچ نشینان ایرانی زبان نقشی ایفا کردند؛ از این پس همه کوچ نشینان به زبان های ترکی صحبت می کردند".
این گزاره که خیونی ها احتمالاً منشأ یک قبیله ایرانی داشته اند، توسط ولفگانگ فلیکس در دانشنامه ایرانیکا (1992) مطرح شد.
در سال 2005، اس-شهبازی پیشنهاد کرد که آنها در اصل یک مردم هونی بوده اند که با قبایل ایرانی در فرارود و باکتریا آمیخته اند، جایی که زبان کوشان-باختری را پذیرفته اند. به همین ترتیب، پیتر بی. گلدن نوشت که کنفدراسیون چیونی شامل کوچ نشینان ایرانی قبلی و همچنین عناصر پروتومغولی و ترک بوده است.

## تاریخ
شِکست شیونگنو، در سال 89 پس از میلاد توسط نیروهای سلسله هان در نبرد ایخ بایان و کمپین های بعدی هان علیه آنها، به رهبری بان چائو ممکن است عاملی در قوم زایی خیونی ها و مهاجرت آنها به آسیای مرکزی بوده باشد.
گزارش شده است که قبایل خیونی خود را به چهار گروه اصلی سازماندهی کرده اند: "سیاه" یا شمالی (در آن سوی جاکسارتس)، "آبی" یا شرقی (در تیانشان)، "سفید" یا غربی (احتمالاً هپتالیان)، در اطراف خیوه و "سرخ" یا جنوبی (کیداریان و/یا آلچون)، جنوب اکسوس. آثار یافت شده از منطقه ای که آنها در آن ساکن بودند و مربوط به دوره آنها است، نشان می دهد که به نظر می رسد حیوان توتم آنها (گوزن) بوده است.
خیونی ها از اواخر قرن 4 پس از میلاد تا اواسط قرن 5 پس از میلاد در جنوب آسیای مرکزی به بهترین وجه مستند شده اند.

### حاکمان چیونی چاچ

نقاشی دیواری از مردی، از بالالیق تپه، با ظاهری مشابه آنچه در سکه های چیونی های چاچ دیده می شود. قرن 5 تا 7 پس از میلاد.

برخی از چیونی ها شناخته شده اند که در چاچ (تاشکند مدرن)، در پای رشته کوه آلتای، بین اواسط قرن 4 پس از میلاد تا قرن 6 پس از میلاد حکومت می کرده اند. نوع خاصی از سکه به آنها نسبت داده شده است، جایی که آنها در پرتره ها به عنوان پادشاهان تاج دار، رو به راست، با یک تمغا به شکل X و یک افسانه دایره ای سغدی ظاهر می شوند. آنها اغلب با یک هلال بر فراز سر نیز ظاهر می شوند. پیشنهاد شده است که ویژگی های صورت و مدل موی این حاکمان چیونی همانطور که در سکه های آنها ظاهر می شود، مشابه آنچه در نقاشی های دیواری بالالیق تپه در جنوب دیده می شود، است.

سکه چیونی چاچسکه چیونی چاچ
سکه چیونی چاچسکه چیونی چاچ
پرتره روی سکه چاچ.پرتره روی سکه چاچ.

### کیداریان

پرتره کیدارا پادشاه کیداریان، –386 پس از میلاد.

بین سال های 194 و 214، به گفته مورخ ارمنی موسی خورنی (قرن 5)، هونی (احتمالاً کیداریان) شهر بلخ (نام ارمنی: کوش) را تصرف کردند. بر اساس منابع ارمنی، بلخ پایتخت هونی شد.
در پایان قرن 4 پس از میلاد، کیداریان پس از ورود موج جدیدی از مهاجمان از شمال، آلچون، به باکتریا، به گندهارا رانده شدند.

### درگیری ها با ساسانیان
درگیری های اولیه بین امپراتوری ساسانی شاپور دوم با خیونی ها توسط آمیانوس مارسلینوس توصیف شده است: او گزارش می دهد که در سال 356 پس از میلاد، شاپور دوم در مرزهای شرقی خود اقامت زمستانی خود را می گذراند، "دفع خصومت های قبایل مرزی" خیونی ها و یوسنی، نامی که اغلب به کوسنی (به معنای کوشان ها) اصلاح می شود.
شاپور در سال 358 پس از میلاد با چیونی ها و گیلانی ها پیمان اتحاد بست.

### آلچون

تغییر شکل جمجمه مصنوعی توسط پرتره خینگیلا، پادشاه آلچون حدود 430 - 490 پس از میلاد پیشنهاد شده است.

در سال 460، گزارش شده است که خینگیلا اول یک نخبه حاکم هپتالی را با عناصر وار و خیونی ها به عنوان آلچون (یا آلχون) متحد کرده است.  چه زمانی.
در پایان قرن 5، آلچون به شمال هند حمله کرد و در آنجا به عنوان هونا شناخته می شدند. در هند، آلچون از پیشینیان هپتالی فوری خود متمایز نشد، و هر دو در آنجا به عنوان سوتا-هونا شناخته می شوند. شاید برای تکمیل این اصطلاح، پروکوپیوس (527-565) نوشت که آنها پوست سفید داشتند، دارای یک پادشاهی سازمان یافته بودند و زندگی آنها وحشی/کوچ نشینی نبود و در شهرها زندگی می کردند.
آلچون به دلیل سکه های متمایز خود که در قرن 5 و 6 در باکتریا ضرب شده بود، مورد توجه قرار گرفت. نام خیگی که به خط باختری بر روی یکی از سکه ها و نارندرا بر روی دیگری نوشته شده است، برخی از محققان  را بر این باور داشته است که پادشاهان هپتالی خینگیلا و نارانا از قبیله آلچونو بوده اند.  آنها از سبک قبلی پیشینیان هپتالی خود، جانشینان هون کیداریت کوشان ها تقلید کردند. به ویژه سبک آلچون از سکه های کیداریت ورهران اول (مترادف کوشان ورهران چهارم) تقلید می کند.
اولین سکه های آلچون دارای چندین ویژگی متمایز هستند: 1) سر پادشاه به شکل کشیده ارائه شده است تا منعکس کننده عمل بستن سر آلچون باشد. 2) تمغا مشخص گاو/قمری آلچون در روی سکه ها نشان داده شده است.

### هپتالیان
هپتالیان یا هون های سفید، قبیله ای کوچ نشین بودند که بخش های بزرگی از شرق میانه را فتح کردند و ممکن است در اصل بخشی از خیونی ها بوده باشند.

### نزاک

پرتره یک حاکم نزاک، –560 پس از میلاد.

اگرچه قدرت هونا در باکتریا در دهه 560 با ترکیبی از نیروهای ساسانی و ترک درهم شکست، آخرین پادشاه هپتالی نارانا/نارندرا موفق شد نوعی حکومت را بین سال های 570 و 600 پس از میلاد بر ن.س.پ.ک، ناپکی یا نزاک قبایلی که باقی مانده بودند، حفظ کند.

### هویتکرمیر خیونوخیون سفید
بیلی استدلال می کند که نام پهلوی خیون را می توان به دلیل شباهت صدا، هونا هندی خواند. در سنت اوستایی (Yts. 9.30-31، 19.87) Xiiaona به عنوان دشمنان ویشتاسپا، حامی زرتشت توصیف شده اند.
در سنت پهلوی بعدی، کرمیر خیون ("خیون سرخ") و سپت خیون ("خیون سفید") ذکر شده اند. خیون سرخ سنت پهلوی (قرن 7) توسط بیلی به عنوان کرمیکیون یا ارمچیون شناسایی شده اند.
به گفته بیلی، هارا هونا منابع هندی باید با کرمیر خیون اوستا شناسایی شوند. به طور مشابه، او سوتا هونا منابع هندی را با سپت خیون اوستا شناسایی می کند. در حالی که هپتالیان در منابع هندی ذکر نشده اند، گاهی اوقات با سپت خیون (و بنابراین احتمالاً با سوتا هونا) نیز مرتبط هستند.
به طور بحث برانگیزتر، نام های کرمیر خیون و سپت خیون اغلب به عنوان "هون های سرخ" و "هون های سفید" ترجمه می شوند که نشان دهنده حدس و گمان هایی است مبنی بر اینکه خیون با هون هایی که همزمان در اروپا ثبت شده اند، مرتبط بوده اند.

## همچنین ببینید
- مردم هونا
- هپتالیان
- وار
- هون‌های ایرانی